# Elecciones legislativas de Argentina de 1934

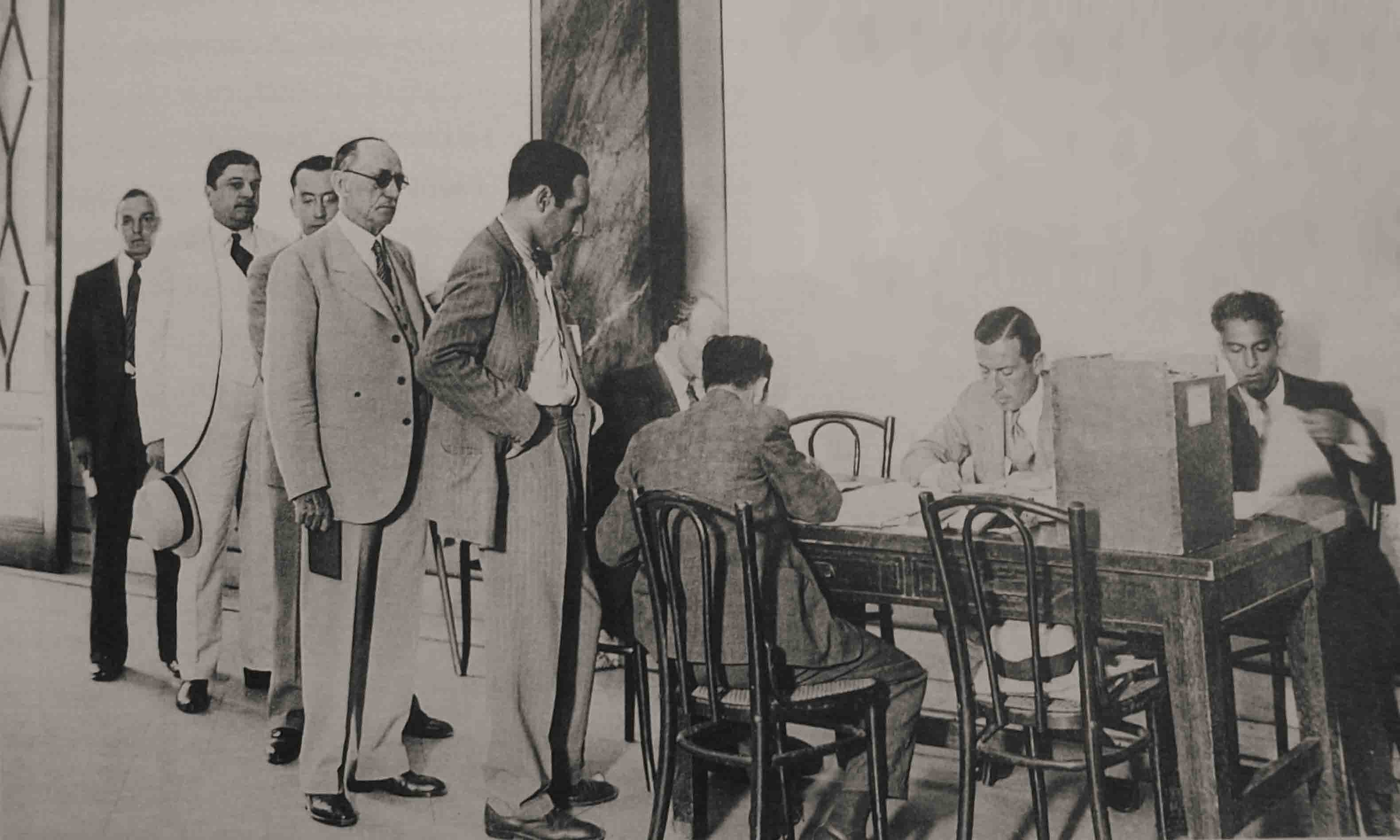
Elecciones en Capital Federal.

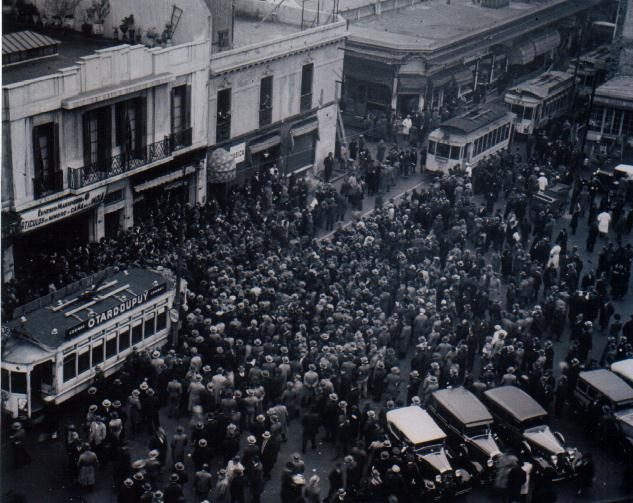
Campaña de Hipólito Yrigoyen en 1933.

Las elecciones legislativas de Argentina de 1934 tuvieron lugar el domingo 4 de marzo del mencionado año con el objetivo de renovar 81 de los 158 escaños de la Cámara de Diputados, cámara baja del Congreso de la Nación Argentina. Fueron las primeras elecciones que debía enfrentar el gobierno del presidente Agustín Pedro Justo, y los segundos comicios que tuvieron lugar durante el período conocido como Década Infame, durante el cual el gobierno conservador se mantenía en el poder por medio de un masivo fraude electoral. Bajo las normativas electorales vigentes, en catorce de los quince distritos electorales del país se debían elegir, por medio de lista incompleta, a los diputados para el período 1934-1938. Debido a que después del golpe de Estado de 1930 el Congreso había sido disuelto, la elección de 1934 renovó a 79 diputados que no habían cumplido un mandato completo, sino uno acortado de dos años, para que pudiera emplearse nuevamente un sistema escalonado de elección.
El partido gobernante antes del golpe, la Unión Cívica Radical (UCR), declaró su abstención en los comicios, tal y como había hecho con las anteriores elecciones, alegando que estos no serían libres y justos debido al fraude electoral. Sin embargo, el Comité Provincia del partido en la provincia de Tucumán concurrió a las elecciones, lo mismo que varias facciones de radicales disidentes. La alianza oficialista, denominada Concordancia y compuesta por el Partido Demócrata Nacional (PDN), la Unión Cívica Radical Antipersonalista (UCR-A), el Partido Socialista Independiente (PSI) y otras formaciones derechistas provinciales, obtuvo la victoria en medio de denuncias de irregularidades por parte de la oposición con un 54% de los votos válidamente emitidos y 47 de las 81 bancas en disputa. Sin embargo, evidenció una caída importante de votos y vio reducido su poder parlamentario, sin poder triunfar en los distritos donde gobernaba la oposición.
Dentro del plano opositor concurrencista, el Partido Socialista (PS) se benefició de la abstención radical y logró mantenerse como principal partido de la oposición con el 19% de los votos y 21 bancas nuevas. El Partido Demócrata Progresista (PDP), que en las elecciones anteriores había concurrido en alianza con el socialismo, logró retener su electorado en la provincia de Santa Fe, con un 7% de los votos a nivel nacional y las 6 bancas que representaban a la mayoría de la provincia. El resto de los escaños fueron a parar a las facciones disidentes del radicalismo. La participación fue del 65,97% del electorado registrado.
El éxito del radicalismo en Tucumán y las negociaciones posteriores entre el líder del partido, el expresidente Marcelo Torcuato de Alvear, y el presidente Justo, condujeron a que finalmente la UCR levantara la abstención a inicios de 1935. Algunas facciones radicales que participaron en la elección, destacando el antipersonalismo entrerriano y el tradicionalismo salteño, se reunificaron con la Unión Cívica Radical original antes de los siguientes comicios.

## Reglas electorales

### Sistema electoral
Los comicios se realizaron bajo el texto constitucional sancionado en 1853. Dicha carta magna establecía que la Cámara de Diputados de la Nación Argentina debía estar compuesta por representantes de cada uno de los distritos argentinos considerados "provincias", y la ciudad de Buenos Aires, en calidad de Capital Federal de la República. Por tal motivo, los territorios nacionales no gozaban de representación parlamentaria. Del mismo modo, los diputados se elegirían por mitades de manera escalonada cada dos años, con mandatos de cuatro años para cada diputado.
En ese momento existían catorce provincias, lo que junto a la Capital Federal daba un total de quince distritos electorales. El sistema electoral empleado era el de mayoría y minoría o lista incompleta, bajo el cual los dos partidos más votados obtenían toda la representación. También el sistema adoptó el Panachage el cual dio a los electores la posibilidad de tachar o adicionar candidatos en las listas. En algunas provincias, con tan solo dos diputados de representación, el escrutinio era en la práctica mayoritario, con las dos bancas correspondiendo al partido más votado. Estos distritos, así como los que contaban con solo tres escaños (dos por mayoría y uno por minoría) no renovaban de manera escalonada.

### Bancas a renovar
| Provincia           | Bancas totales | Bancas a elegir | Bancas a elegir | Bancas a elegir |
| Provincia           | Bancas totales | Totales         | Mayoría         | Minoría         |
| ------------------- | -------------- | --------------- | --------------- | --------------- |
| Buenos Aires        | 42             | 21              | 14              | 7               |
| Capital Federal     | 32             | 17              | 12              | 5               |
| Catamarca           | 2              | 2               | 2               | —               |
| Córdoba             | 15             | 6               | 4               | 2               |
| Corrientes          | 7              | 3               | 2               | 1               |
| Entre Ríos          | 9              | 4               | 3               | 1               |
| Jujuy               | 2              | 2               | 2               | —               |
| La Rioja            | 2              | 2               | 2               | —               |
| Mendoza             | 6              | 3               | 2               | 1               |
| Salta               | 3              | 3               | 2               | 1               |
| San Juan            | 3              | 3               | 2               | 1               |
| San Luis            | 3              | —               | —               | —               |
| Santa Fe            | 19             | 9               | 6               | 3               |
| Santiago del Estero | 6              | 3               | 2               | 1               |
| Tucumán             | 7              | 3               | 2               | 1               |
| Total               | 158            | 81              | 57              | 24              |

## Resultados
| Partido                            | Partido                                                 | Partido                                             | Votos     | %     | Bancas      | Bancas      | Bancas      | Bancas      |
| Partido                            | Partido                                                 | Partido                                             | Votos     | %     | Obtenidas   | +/-         | Totales     | +/-         |
| ---------------------------------- | ------------------------------------------------------- | --------------------------------------------------- | --------- | ----- | ----------- | ----------- | ----------- | ----------- |
|                                    |                                                         | Partido Demócrata Nacional                          | 430.437   | 30,86 | 29/81       | 6           | 63/158      | 5           |
|                                    | Unión Cívica Radical de Santa Fe                        | 92.927                                              | 6,66      | 3/81  | Sin cambios | 6/158       | Sin cambios |             |
|                                    | Concordancia                                            | 58.950                                              | 4,23      | 7/81  | Sin cambios | —           | Sin cambios |             |
|                                    | Unión Cívica Radical Unificada                          | 35.856                                              | 2,57      | 2/81  | Sin cambios | 4/158       | Sin cambios |             |
|                                    | Unión Cívica Radical Antipersonalista (Talcahuano)      | 32.081                                              | 2,30      | —     | Sin cambios | —           | Sin cambios |             |
|                                    | Unión Cívica Radical Antipersonalista                   | 30.988                                              | 2,22      | 2/81  | 2           | 3/158       | 2           |             |
|                                    | Unión Cívica Radical Antipersonalista (Avenida de Mayo) | 26.767                                              | 1,92      | —     | Sin cambios | —           | Sin cambios |             |
|                                    | Partido Liberal de Corrientes                           | 24.072                                              | 1,73      | 1/81  | 1           | 4/158       | 1           |             |
|                                    | Partido Popular de Jujuy                                | 10.401                                              | 0,75      | 2/81  | Sin cambios | 2/158       | Sin cambios |             |
|                                    | Defensa Provincial - Bandera Blanca                     | 10.159                                              | 0,73      | —     | 1           | 1/158       | 1           |             |
|                                    | Unión Cívica Radical Bloquista                          | 7.859                                               | 0,56      | 1/81  | 1           | 1/158       | 1           |             |
|                                    | Partido Socialista Independiente                        | 518                                                 | 0,04      | —     | 5           | 6/158       | 6           |             |
| Total Concordancia                 | Total Concordancia                                      | Total Concordancia                                  | 761.015   | 54,57 | 47/81       | 4           | 90/158      | 6           |
|                                    | Partido Socialista                                      | Partido Socialista                                  | 269.385   | 19,32 | 21/81       | 1           | 43/158      | 1           |
|                                    | Partido Demócrata Progresista                           | Partido Demócrata Progresista                       | 101.924   | 7,31  | 6/81        | Sin cambios | 14/158      | Sin cambios |
|                                    | Unión Cívica Radical Antipersonalista de Entre Ríos     | Unión Cívica Radical Antipersonalista de Entre Ríos | 52.437    | 3,76  | 3/81        | 1           | 7/158       | 1           |
|                                    | Unión Cívica Radical de Tucumán                         | Unión Cívica Radical de Tucumán                     | 44.919    | 3,22  | 2/81        | 2           | 2/158       | 2           |
|                                    | Partido Radical de Buenos Aires                         | Partido Radical de Buenos Aires                     | 24.451    | 1,75  | —           | Sin cambios | —           | Sin cambios |
|                                    | Concentración Obrera                                    | Concentración Obrera                                | 18.970    | 1,36  | —           | Sin cambios | —           | Sin cambios |
|                                    | Partido Salud Pública                                   | Partido Salud Pública                               | 17.231    | 1,24  | —           | Sin cambios | —           | Sin cambios |
|                                    | Unión Cívica Radical Lencinista Federalista             | Unión Cívica Radical Lencinista Federalista         | 12.032    | 0,86  | 1/81        | 1           | 1/158       | 1           |
|                                    | Unión Nacional Agraria                                  | Unión Nacional Agraria                              | 9.915     | 0,71  | —           | Sin cambios | —           | Sin cambios |
|                                    | Unión Cívica Radical Lencinista                         | Unión Cívica Radical Lencinista                     | 8.943     | 0,64  | —           | Sin cambios | —           | Sin cambios |
|                                    | Partido Popular                                         | Partido Popular                                     | 8.937     | 0,64  | —           | Sin cambios | —           | Sin cambios |
|                                    | Partido Demócrata Nacional Antigubernista               | Partido Demócrata Nacional Antigubernista           | 8.566     | 0,61  | —           | Sin cambios | —           | Sin cambios |
|                                    | Unión Cívica Radical Tradicionalista                    | Unión Cívica Radical Tradicionalista                | 8.236     | 0,59  | 1/81        | 1           | 1/158       | 1           |
|                                    | Unión Cívica Radical Provincia de Buenos Aires          | Unión Cívica Radical Provincia de Buenos Aires      | 5.798     | 0,42  | —           | Sin cambios | —           | Sin cambios |
|                                    | Unión Cívica Radical (Paso)                             | Unión Cívica Radical (Paso)                         | 4.762     | 0,34  | —           | Sin cambios | —           | Sin cambios |
|                                    | Partido Comunista                                       | Partido Comunista                                   | 4.589     | 0,33  | —           | Sin cambios | —           | Sin cambios |
|                                    | Unión Cívica Radical Bloquista (Portista)               | Unión Cívica Radical Bloquista (Portista)           | 4.559     | 0,33  | —           | Sin cambios | —           | Sin cambios |
|                                    | Partido Nacionalista Radical                            | Partido Nacionalista Radical                        | 1.752     | 0,13  | —           | Sin cambios | —           | Sin cambios |
|                                    | Partido Libertador                                      | Partido Libertador                                  | 1.685     | 0,12  | —           | Sin cambios | —           | Sin cambios |
|                                    | Salud Pública Nacional                                  | Salud Pública Nacional                              | 1.471     | 0,11  | —           | Sin cambios | —           | Sin cambios |
|                                    | Unión Cívica Radical (Charcas)                          | Unión Cívica Radical (Charcas)                      | 1.095     | 0,08  | —           | Sin cambios | —           | Sin cambios |
|                                    | Lista Obrera y Campesina                                | Lista Obrera y Campesina                            | 1.094     | 0,08  | —           | Sin cambios | —           | Sin cambios |
|                                    | Unión Deportiva                                         | Unión Deportiva                                     | 1.027     | 0,07  | —           | Sin cambios | —           | Sin cambios |
|                                    | Ferroviarios e Industriales Independientes              | Ferroviarios e Industriales Independientes          | 797       | 0,06  | —           | Sin cambios | —           | Sin cambios |
|                                    | Partido Argentino Nacionalista                          | Partido Argentino Nacionalista                      | 511       | 0,04  | —           | Sin cambios | —           | Sin cambios |
|                                    | Otros                                                   | Otros                                               | 18.500    | 1,33  | —           | Sin cambios | —           | Sin cambios |
|                                    |                                                         |                                                     |           |       |             |             |             |             |
| Votos positivos                    | Votos positivos                                         | Votos positivos                                     | 1.394.601 | 89,69 |             |             |             |             |
| Votos en blanco/anulados           | Votos en blanco/anulados                                | Votos en blanco/anulados                            | 137.204   | 8,82  |             |             |             |             |
| Diferencia de votos                | Diferencia de votos                                     | Diferencia de votos                                 | 23.155    | 1,49  |             |             |             |             |
| Total de votos                     | Total de votos                                          | Total de votos                                      | 1.554.960 | 100   |             |             |             |             |
| Votantes registrados/participación | Votantes registrados/participación                      | Votantes registrados/participación                  | 2.357.157 | 65,97 |             |             |             |             |

## Resultados por distrito
|  | 61,32 % |

|  | 26,53 % |

|  | 8,35 % |

|  | 1,98 % |

|  | 0,94 % |

|  | 0,46 % |

|  | 0,37 % |

|  | 0,05 % |

|  | 92,32 % |

|  | 7,68 % |

|  | 0,00 % |

|  | 100 % |

|  | 46,73 % |

|  | 45,29 % |

|  | 13,82 % |

|  | 11,00 % |

|  | 9,18 % |

|  | 5,91 % |

|  | 5,56 % |

|  | 2,60 % |

|  | 2,61 % |

|  | 1,63 % |

|  | 0,60 % |

|  | 0,58 % |

|  | 0,50 % |

|  | 0,38 % |

|  | 0,35 % |

|  | 87,49 % |

|  | 11,13 % |

|  | 1,38 % |

|  | 100 % |

|  | 80,26 % |

|  | 93,81 % |

|  | 5,82 % |

|  | 0,06 % |

|  | 0,06 % |

|  | 0,06 % |

|  | 0,06 % |

|  | 0,03 % |

|  | 0,03 % |

|  | 0,01 % |

|  | 0,01 % |

|  | 0,01 % |

|  | 0,01 % |

|  | 0,01 % |

|  | 0,01 % |

|  | 0,01 % |

|  | 0,01 % |

|  | 0,01 % |

|  | 0,01 % |

|  | 0,01 % |

|  | 69,55 % |

|  | 29,97 % |

|  | 0,06 % |

|  | 0,43 % |

|  | 100 % |

|  | 73,73 % |

|  | 66,71 % |

|  | 16,52 % |

|  | 7,10 % |

|  | 6,16 % |

|  | 2,42 % |

|  | 0,66 % |

|  | 0,42 % |

|  | 87,73 % |

|  | 12,27 % |

|  | 100 % |

|  | 51,99 % |

|  | 40,67 % |

|  | 31,96 % |

|  | 26,07 % |

|  | 1,01 % |

|  | 0,28 % |

|  | 0,01 % |

|  | 95,47 % |

|  | 4,49 % |

|  | 0,04 % |

|  | 100 % |

|  | 76,97 % |

|  | 48,02 % |

|  | 43,86 % |

|  | 4,53 % |

|  | 3,59 % |

|  | 87,34 % |

|  | 12,65 % |

|  | 0,01 % |

|  | 100 % |

|  | 82,04 % |

|  | 85,59 % |

|  | 12,66 % |

|  | 0,74 % |

|  | 0,69 % |

|  | 0,10 % |

|  | 0,02 % |

|  | 0,01 % |

|  | 0,01 % |

|  | 0,01 % |

|  | 0,18 % |

|  | 80,08 % |

|  | 6,78 % |

|  | 1,34 % |

|  | 11,79 % |

|  | 100 % |

|  | 70,45 % |

|  | 57,33 % |

|  | 37,44 % |

|  | 5,17 % |

|  | 0,07 % |

|  | 93,92 % |

|  | 5,75 % |

|  | 0,32 % |

|  | 100 % |

|  | 67,02 % |

|  | 47,22 % |

|  | 22,71 % |

|  | 16,88 % |

|  | 13,19 % |

|  | 89,60 % |

|  | 10,13 % |

|  | 0,11 % |

|  | 0,16 % |

|  | 100 % |

|  | 76,07 % |

|  | 54,95 % |

|  | 30,39 % |

|  | 12,98 % |

|  | 1,69 % |

|  | 86,47 % |

|  | 8,89 % |

|  | 4,64 % |

|  | 100 % |

|  | 64,86 % |

|  | 47,52 % |

|  | 23,32 % |

|  | 13,53 % |

|  | 12,37 % |

|  | 3,07 % |

|  | 0,19 % |

|  | 97,96 % |

|  | 2,04 % |

|  | 100 % |

|  | 84,10 % |

|  | 46,21 % |

|  | 46,02 % |

|  | 5,61 % |

|  | 2,17 % |

|  | 88,47 % |

|  | 10,86 % |

|  | 0,66 % |

|  | 100 % |

|  | 77,42 % |

|  | 48,43 % |

|  | 24,41 % |

|  | 6,42 % |

|  | 20,74 % |

|  | 95,65 % |

|  | 4,35 % |

|  | 100 % |

|  | 74,86 % |

|  | 55,32 % |

|  | 24,01 % |

|  | 12,51 % |

|  | 4,46 % |

|  | 3,07 % |

|  | 0,64 % |

|  | 91,74 % |

|  | 8,26 % |

|  | 100 % |

|  | 76,34 % |

1. ↑  No se incorporó a la Cámara, lo reemplaza Enrique Loncán (PDN) en 1936. Enrique Loncán renunció el 25 de abril de 1938 y no fue reemplazado.
2. ↑  Renunció el 22 de febrero de 1938, no fue reemplazado.
3. ↑  Renunció el 18 de febrero de 1936, lo reemplaza Uberto F. Vignart (PDN) en 1936.
4. 1 2 3 4 5 6 7  Renunció antes de asumir.
5. ↑  Falleció el 13 de diciembre de 1937, no fue reemplazado.
6. ↑  Electo para completar el mandato de Federico Pinedo (h) (1932-1936).
7. ↑  Renunció el 30 de diciembre de 1935, lo reemplaza Benito Soria (UCR) en 1936.
8. ↑  Electo para completar el mandato de Francisco I. Maglione (1932-1936).
9. ↑  Renunció el 16 de marzo de 1936, lo reemplaza Fenelón Quintana (PP) en 1936.
10. ↑  Falleció el 1 de marzo de 1936, no fue reemplazado.
11. ↑  Falleció el 8 de diciembre de 1936, lo reemplaza Juan Bautista Castro (UCR-U) en una elección especial el 21 de febrero de 1937.

## Elección parcial
Elecciones especiales en la provincia de Santa Fe para completar dos vacancias. Se realizan el 13 de enero de 1935, con elecciones complementarias el 27 de enero de 1935.
|  | 46,28 % |

|  | 33,77 % |

|  | 12,53 % |

|  | 5,05 % |

|  | 2,37 % |

|  | 76,85 % |

|  | 22,99 % |

|  | 0,16 % |

|  | 100 % |

1. ↑  Electo para completar el mandato de Mario Mosset Iturraspe (1932-1936).
2. ↑  Electo para completar el mandato de Mario Antelo (1932-1936). Enzo Bordabehere no se incorporó y no fue reemplazado.